# Febre del Nil occidental
La febre del Nil occidental és una infecció pel virus del Nil occidental, que normalment es transmet pels mosquits. Al voltant del 80% de les infeccions les persones tenen pocs o cap símptoma. Al voltant del 20% de les persones tenen febre, mal de cap, vòmits o erupcions cutànies. En menys de l'1% de les persones es produeix encefalitis o meningitis, amb rigidesa al coll, confusió o convulsions associades. La recuperació pot trigar de setmanes a mesos. El risc de mort entre aquells en els quals es veu afectat el sistema nerviós és d'un 10 per cent.
El virus del Nil occidental (VNO) es transmet normalment pels mosquits que s'infecten quan s'alimenten d'ocells infectats, que sovint són portadors de la malaltia. Rarament el virus es transmet a través de transfusions de sang, trasplantaments d'òrgans o de mare a nadó durant l'embaràs, el part o la lactància materna, però d'altra manera no es propaga directament entre les persones. Els riscos de patir malalties greus inclouen tenir més de 60 anys i tenir altres problemes de salut. El diagnòstic es basa normalment en els símptomes/signes i les anàlisis de sang.
No hi ha cap vacuna humana. La millor manera de reduir el risc d'infecció és evitar les picades de mosquits. Les poblacions de mosquits es poden reduir eliminant les piscines d'aigua estancades, com ara els pneumàtics vells, les galledes, els canals i les piscines. Quan els mosquits no es poden evitar, els repel·lents de mosquits i les mosquiteres redueixen la probabilitat de ser picats. No hi ha un tractament específic per a la malaltia; els medicaments per al dolor poden reduir els símptomes.
El virus es va descobrir a Uganda el 1937 i es va detectar per primera vegada a Amèrica del Nord el 1999. El VNO s'ha produït a Europa, Àfrica, Àsia, Austràlia i Amèrica del Nord. Als Estats Units es registren milers de casos a l'any, la majoria es produeixen a l'agost i al setembre. Pot aparèixer en forma de brots. La malaltia greu també pot ocórrer en cavalls, per als quals hi ha una vacuna disponible. Un sistema de vigilància en les aus és útil per a la detecció precoç d'un possible brot humà.

## Patogènia
La picada de mosquits és la principal ruta d'infecció a humans. El pas de la malaltia als humans el causen els mosquits d'espècies que piquen tant aus com mamífers (fan de «vectors pont»). En els humans i els altres mamífers la virèmia (presència de virus a la sang) no és prou elevada per transmetre la malaltia a altres humans a través de noves picades de mosquit. Està descrita la transmissió vertical del virus i s'han produït infeccions causades per accidents de laboratori.
La picada del mosquit introdueix el virus en les cèl·lules dendrítiques cutànies, alterant en elles el normal desenvolupament del seu mecanisme d'activació de les cèl·lules NK immunitàries. Després, el virus es replica inicialment en el lloc d'inoculació i en els ganglis limfàtics adjacents, fet que comporta la seva entrada al torrent sanguini amb la posterior virèmia. En menys d'un 1 per cent dels casos, el VNO creua la barrera hematoencefàlica (BHE) i infecta les neurones del sistema nerviós central (SNC). L'entrada al SNC una vegada produïda la disseminació vírica sistèmica, es veu afavorida per una major durada de la fase de virèmia i la disrupció de les unions estretes del endoteli de la BHE pel virus, sobretot en individus immunodeficients o persones ancianes.

## Clínica
La infecció humana pel virus del Nil Occidental (VNO) mostra una taxa relativament baixa de simptomatologia: només del 20 al 40 per cent de les persones infectades acaben desenvolupant un quadre similar al de la grip estacional comuna. En molt pocs casos pot desembocar en una greu malaltia neuroinvasiva (1 de cada 150 persones infectades) de la qual s'han descrit tres grans tipus: meningitis i/o encefalitis i paràlisi flàccida aguda. Dels casos declarats a Grècia, hi ha incidències que oscil·len entre 0,78 i 2,34 casos per 100.000 habitants. A Sèrbia es van declarar episodis d'elevada incidència: 0,98/100.000 (2012) i 4,91/100.000 (2013), aquest any a causa de soques del VNO especialment neuropatogèniques. I s'ha descrit la transmissió autòctona del virus a diversos països de l'Europa Central i de l'arc mediterrani: Hongria, Àustria, Croàcia Albània, Macedònia, Kosovo i Montenegro. A Itàlia es van detectar brots causats per soques dels llinatges 1 i 2; i al sud d'Espanya també s'hi van notificar diversos casos autòctons. A Turquia s'hi han declarat brots amb incidències de 0,06/100.000 (2010) i 0,01/100.000 (2011) i Israel és fins a 2013 el país mediterrani més intensament afectat amb 273 casos declarats entre 2010 i 2013.

## Tractament
No existeix encara cap tractament específic contra la infecció pel VNO. El maneig clínic dels malalts es fonamenta en l'ús de tècniques de suport vital. Es treballa des de fa dècades per aconseguir una vacuna contra la febre del Nil Occidental, però cap de les vacunes candidates ha progressat més enllà de la fase II dels assaigs clínics efectuats.